# Gaviões do Parque
O Grêmio Recreativo Escola de Samba Gaviões do Parque Dez é uma escola de samba de Manaus, Amazonas.

## História
Foi fundada no dia 18 de fevereiro de 1981 por iniciativa de um grupo de amigos que se reuniam embaixo da Caixa d’àgua localizada hoje na Praça Walzeclin Ferreira após os jogos de futebol da equipe do Sporte 11, participante do campeonato de peladas do bairro.
Tendo a coordenação de Márcio Almino Pimentel Martins e, na inspiração do carnaval que se aproximava naquele ano, resolveram formar um bloco carnavalesco para participar do desfile de carnaval de rua de Manaus, sob a denominação inicial de Bloco do Parque.
A escola apresentou geralmente enredos ligados à luta pela conquista e preservação do parque e do igarapé do Mindú.
Em 2012, foi campeã do Grupo de Acesso C.

## Segmentos

### Presidentes
| Período     | Presidente    | Ref. |
| ----------- | ------------- | ---- |
| 1981 - 2017 | Márcio Almino |      |
|             |               |      |

## Carnavais
| Ano  | Colocação               | Grupo             | Enredo                                                                    | Carnavalesco      | Intérprete        | Ref               |
| 1998 | Campeã                  | 2                 |                                                                           |                   |                   |                   |
| ---- | ----------------------- | ----------------- | ------------------------------------------------------------------------- | ----------------- | ----------------- | ----------------- |
| 1999 | Não houve disputa       | Não houve disputa | Não houve disputa                                                         | Não houve disputa | Não houve disputa | Não houve disputa |
| 2000 |                         |                   |                                                                           |                   |                   |                   |
| 2001 | Campeã (Hours Concours) | 2                 |                                                                           |                   |                   |                   |
| 2002 | Campeã                  | 2                 | Raça 100 % Mengão e Fibra Young Flu com Emoção                            |                   |                   |                   |
| 2003 | Campeã                  | 2                 | No Voo da Dança, Manaus em Festa                                          |                   |                   |                   |
| 2004 | Vice-Campeã             | 2                 | O Cariojo conta as lendas do Amazonas                                     |                   |                   |                   |
| 2005 | Vice-Campeã             | 2                 | Martins, Guerreiro Brasileiro de um Sonho Real                            |                   |                   |                   |
| 2006 | 9º lugar                | 2                 | Flamenguistas e tricolores ilustres de Manaus                             |                   |                   |                   |
| 2007 |                         | 2                 |                                                                           |                   |                   |                   |
| 2008 | 5º lugar                | 2                 | Eu Tô na Festa com os Gaviões do Parque                                   |                   |                   |                   |
| 2009 | 8º lugar                | Acesso            | Os Gaviões na Luta Pela Preservação do Mindu                              |                   |                   | [ 1 ]             |
| 2010 | Campeã                  | B                 | A Saga do Boi Bumbá Mina de Ouro – Primeiro Bumbá de Manaus               |                   |                   |                   |
| 2011 | 11º lugar               | Acesso            | Carnaval - Apoteose do Povo!                                              |                   |                   |                   |
| 2012 | Campeã                  | Acesso C          | "ADFAM": Luta e Conquista Apoteótica Folclórica                           |                   |                   | [ 2 ] [ 3 ]       |
| 2013 | 6º lugar                | Acesso B          | FECANI - Festival da canção de Itacoatiara                                |                   |                   |                   |
| 2014 | 4º lugar                | Acesso C          | Etnia Saterê Maué                                                         |                   |                   |                   |
| 2015 | 5º lugar                | Acesso C          | Parque Dez, de um grande Balneário ao crescimento urbano e comercial      |                   |                   |                   |
| 2016 | 3º lugar                | Acesso C          | Na terra da folia, os Gaviões enfrentam a crise com samba, suor e alegria |                   |                   |                   |
| 2017 | 3º lugar                | Acesso C          | Sateré Mawé                                                               |                   |                   |                   |
| 2018 | 3º lugar                | Acesso C          | Presidente Figueiredo                                                     |                   |                   |                   |